# Ташлък
Ташлък или по-често членувано Ташлъкът или Таш олук (на гръцки: Βράους, Враус) е пролом в Егейска Македония, Северна Гърция. Ташлъкът е тясно ждрело между южните склонове на Сминица (Меникио) и северните на Кушница (Пангео), през което преминава река Драматица (Ангитис). Разположен е южно от паланката Алистрат. Започва при село Баница (Символи) и продължава около 9 km до Гара Ангиста, където има и стар мост на реката.
При проучвания през юни 1977 година в каньона Ташлък, както и в Алистратската пещера и три съседни пещери, са открити праисторически скални рисунки. Скалните рисунки и надписи са от различни периоди. Има изображения на животни, хора, ездачи и абстрактни форми. По оборудването на конете и ездачите експертите заключават, че по-младите рисунки са от VI–V век пр. Хр.
Името произлиза от турското Taşlık, камъняк.